# Publicis
Publicis Groupe to założona przez Marcel Bleustein-Blanchet w 1926 roku francuska grupa reklamowa złożona z agencji reklamowych, domów mediowych i innych podmiotów świadczących usługi z zakresu reklamy. Publicis znajduje się wśród czterech największych grup reklamowych na świecie. Spółka notowana jest na giełdzie europejskiej Euronext i amerykańskiej NYSE. Siedzibą koncernu jest Paryż, Avenue des Champs-Élysées.
Do grupy należą: agencje reklamowe o zasięgu światowym Publicis Worldwide, Leo Burnett, Saatchi & Saatchi, a także liczne regionalne agencje np. Kaplan Thaler Group, domy mediowe Starcom MediaVestGroup, Zenith Poland. 
W Polsce Publicis Groupe składa się z agencji: 
- Arc
- Leo Burnett
- LiquidThread
- Publicis Worldwide
- Saatchi & Saatchi

- Performics
- PMX
- Spark Foundry
- Starcom
- Zenith
- YOTTA

- Prodigious
- Publicis Le Pont
- PXP
- Publicis Commerce

- MSL
- Publicis Consultants